# Thlipsuroidea
De Thlipsuroidea zijn een superfamilie van uitgestorven kreeftachtigen uit de klasse van de Ostracoda (mosselkreeftjes).

## Families
- Bufinidae Sohn & Stover, 1961 †
- Ropolonellidae Coryell & Malkin, 1936 †
- Thlipsuridae Ulrich, 1894 †